# Банановый хлеб
Банановый хлеб (англ. banana bread), также банановый кекс или пирог — сладкий кекс, главным ингредиентом которого являются зрелые бананы. Наиболее популярен в США и Австралии.
Для приготовления бананового хлеба понадобятся размятые зрелые бананы, мука, сахар, сливочное масло, молоко, яйца, разрыхлитель, для разнообразия можно взять коричневый сахар вместо белого и размолотые овсяные хлопья или цельнозерновую муку вместо муки высшего сорта. Для людей с непереносимостью лактозы молоко можно заменить на соевое молоко или мягкий тофу. Также в тесто можно добавить орехи, цукаты, сухофрукты и специи (ванилин, корицу). Лучше всего использовать перезрелые бананы с потемневшей кожурой, если бананы не совсем зрелые, стоит увеличить количество сахара. Банановый хлеб чаще всего выпекают в прямоугольной форме для выпечки.
Готовый банановый хлеб можно есть как пирог или намазывать на него масло, конфитюр или фруктовое пюре. Благодаря высокому содержанию углеводов кекс иногда используют как источник энергии во время интенсивных продолжительных нагрузок, например, во время марафона.

## История
Банановый хлеб является традиционной выпечкой американской кухни. Точная дата появления рецепта неизвестна. Возможно, впервые он появился в XIX веке, когда в качестве разрыхлителя стали использовать пищевую соду и разрыхлитель, которые важны для его приготовления. Однако в первой изданной в Америке книге рецептов нет упоминания кекса, кроме того бананы стали широко доступны лишь в конце XIX века, когда улучшились условия для транспортировки скоропортящихся продуктов. Можно с уверенностью сказать, что рецепт появился не позднее 1933 года, поскольку он был опубликован в одной из кулинарных книг. Некоторые историки также считают, что банановый хлеб был побочным продуктом Великой депрессии, поскольку находчивые домохозяйки не хотели выбрасывать перезрелые бананы.
Есть предположение, что современный рецепт бананового хлеба был разработан на корпоративных кухнях для продвижения продуктов из муки и пищевой соды. В поддержку этой теории говорит то, что в 1950-х годах было много рекламы бананового хлеба в национальных телевизионных кулинарных шоу. В 1950 году он получил больше внимания с выпуском кулинарной книги Chiquita Banana’s Recipe Book. Позже появились разнообразные вариации, а также готовые смеси-порошки для выпечки.

## Виды
- Обычный банановый хлеб
- Банановый хлеб с изюмом
- Банановый ореховый хлеб — в рецепт добавляются нарезанные орехи, часто грецкий орех или пекан[5].
- Банановый хлеб с шоколадной крошкой или какао-порошком
- Банановые кексы
- Веганский или постный банановый хлеб (не включает в себя молочные продукты или яйца)